# سیارک ۴۶۴۴۲
سیارک ۴۶۴۴۲ (به انگلیسی: 46442 Keithtritton، نامگذاری:2002LK35) چهل و شش هزار و چهارصد و چهل و دومین سیارک کشف شده‌است که در ۱۲ ژوئن ۲۰۰۲ کشف شد.